# Michel Lancelot
Pour les articles homonymes, voir Lancelot (homonymie).
Michel Lancelot, né le 17 janvier 1938 à Lognes (Seine-et-Marne) et mort le 25 février 1984 dans le 16e arrondissement de Paris, est un journaliste français de télévision et de radio.

## Biographie
Diplômé de psychologie et d'histoire-géographie, Michel Lancelot a d'abord été journaliste à Combat, L'Aurore et Minute (où il se lie d'amitié avec Jean Montaldo, son compagnon de fête à Saint-Germain-des-Prés), puis reporter à l'ORTF (5 colonnes à la une).
Il entre à Europe no 1 au printemps 1968, et à la demande de Lucien Morisse, il y anime l'émission Campus, créée le 28 mars 1968 par le journaliste François Jouffa, durant quatre ans du 15 avril 1968 au 8 septembre 1972.
En 1983, il entre à Paris Fréquence Montparnasse qui deviendra 95.2. Il y anime les émissions Cosmos et Le live show.

### Campus
« L’émission se fait la tribune de tous les événements étudiants, un pot-pourri d’actualités, de petites interviews, de documents sonores comme des enregistrements du Printemps de Prague, et bien sûr de musique, venue d’Outre-Atlantique et d’Outre-Manche. Un pot-pourri qui, après avoir été bâillonné pendant l’été, prend toute sa dimension au mois de septembre 1968 avec les émissions spéciales qui font sa réputation. »

#### Contexte
L'émission Campus se démarque de l'autre émission-phare d'Europe 1 destinés à un jeune public, Salut, les copains !, qui s'adresse de 17 h à 19 h aux lycéens et choisit de ne programmer que des variétés musicales et des publicités s'adressant à ce jeune public (magazines, cosmétiques simples, accessoires de mode). Campus, qui commence après 20 h 30, cible plutôt les jeunes étudiants et ne recule pas devant des sujets bien plus sérieux comme la vie, la mort, la recherche spirituelle, etc.

#### Audience
L'émission avait en moyenne 1,2 million d'auditeurs chaque jour. Lors des Campus spéciaux, ce chiffre pouvait dépasser les sept millions. Aux créations musicales pop- rock d'origine anglo-saxonne des années 1960-1970, dont beaucoup deviendront des classiques, l'animateur n'hésite pas à mêler des morceaux classiques plus difficile d'accès pour son public, tel Le Tombeau de Couperin de Ravel.

### Après Campus
En 1973, il joue le rôle d'un professeur d'histoire dans Vivre ensemble, film d'Anna Karina.
En 1975, il anime Un jour futur sur Antenne 2 et une émission culturelle, La mémoire courte.
Victime d'une crise cardiaque le 25 février 1984 alors qu'il assiste à un match de football au Parc des Princes, il meurt dans l'ambulance qui l’emmène à l’hôpital. Il est inhumé au cimetière de Garancières.
Il apparaît dans le DVD De Serge Gainsbourg à Gainsbarre. 1958-1991 en tant qu'interviewer.

### Famille
Michel Lancelot fut l'époux de Marie-Dominique Lancelot, dite « Charlotte Matzneff », journaliste et fille unique de Jean Mistler,

## Postérité
Léo Ferré lui rend un hommage dans une chanson écrite en 1969, intitulée « Michel » (voir album Métamec, 2000) : 
Ce qu'il ne faut pas dire en fait toi tu le dis Michel

Ce qu'il ne faut pas faire en fait toi tu le fais Michel

Chaque soir à Campus

Avec dans l'œil et dans l'oreille

Les chants perdus du bout de la terre

Et de Nanterre…

## Publications
- Anton Bruckner : l'homme et son œuvre, Seghers, coll. « Musiciens de tous les temps », Paris, 1964
- Je veux regarder Dieu en face : vie, mort et résurrection des hippies, Albin Michel, Paris, 1968[14]
- Campus : violence ou non-violence, Albin Michel, Paris, 1971
- Le jeune lion dort avec ses dents : génies et faussaires de la contre-culture, Albin Michel, Paris, 1974
- Julien des fauves : roman, Albin Michel, Paris, 1979